# 유세프 하산
유세프 하산(아랍어: يوسف حسن, Yousef Hassan, 1996년 5월 24일 ~ )은 카타르의 축구 선수로, 현재 카타르 스타스 리그의 알가라파 SC와 카타르 축구 국가대표팀에서 골키퍼로 뛰고 있다.